# Heimatland (Zeitschrift)
Heimatland / Zeitschrift für Heimatkunde, Naturschutz, Kulturpflege ist der Name einer Zeitschrift.

## Geschichte
Die Zeitschrift wurde erstmals 1905 vom Heimatbund Niedersachsen herausgegeben. Als Quelle für historisch relevante Geschichts-Darstellungen wurde die Zeitschrift in verschiedenen Publikationen zitiert, etwa
- im Stadtlexikon Hannover[2], oder
- im Hannoverschen Biographischen Lexikon.[3]

Gemäß dem Untertitel werden die Themen Heimatkunde, Naturschutz und Kulturpflege im Bundesland Niedersachsen behandelt. Das Historische Museum Am Hohen Ufer in Hannover veröffentlicht regelmäßig Berichte und Fotografien in der Zeitschrift.
Die vierteljährlich erschienenen Ausgaben ab dem Jahrgang 2010 sind als PDF-Dateien online einsehbar.